# Édouard Peers de Nieuwburgh
Edouard Charles Irénée Ghislain Peers de Nieuwburgh (Brugge, 22 april 1841 - Oostkamp, 26 augustus 1919) was een Belgisch burgemeester.

## Biografie

### Familie
Edouard Peers was een zoon van Irénée-Charles Peers, burgemeester van Waardamme, en zijn eerste vrouw, Mathilde de Nieulant et de Pottelsberghe.
Hij verkreeg in 1896 vergunning om de Nieuwburgh aan zijn naam toe te voegen.
Hij trouwde in 1864 in Deurle met jkvr. Amélie de Kerchove de Denterghem (1845-1925), dochter van jhr. Prosper de Kerchove de Denterghem, volksvertegenwoordiger. Ze kregen twee zoons en twee dochters.
- Albert Peers de Nieuwburgh (1866-1937), burgemeester van Oostkamp, trouwde in 1904 in Antwerpen met Marthe de Terwangne (1878-1938), dochter van Léon de Terwangne, bankier en consul van Costa Rica. Ze kregen drie zoons en een dochter, met afstammelingen tot heden.
- Gaston Peers de Nieuwburgh (1867-1922), polospeler en Olympisch deelnemer, trouwde in 1899 in Buenos Aires met Ernestina Costa de Oliveira Cézar (°1875). Ze kregen een zoon en een dochter, met afstammelingen tot heden.
- Marie-Madeleine Peers de Nieuwburgh (1871-1943), trouwde in 1901 in Oostkamp met graaf Maximilien de Lalaing (1869-1943), lid van de Hoge Raad voor de Jacht, broer van graaf Jacques de Lalaing, schilder en beeldhouwer. Ze kregen twee zoons en twee dochters, met afstammelingen tot heden.

Hij was een schoonbroer van jhr. Raymond de Meester de Betzenbroeck (1841-1907), gemeenteraadslid van Mechelen en senator, burggraaf Stanislas Vilain XIIII, burgemeester van Bazel, provincieraadslid van Oost-Vlaanderen en senator, en baron Arthur Pecsteen, schepen van Brugge en volksvertegenwoordiger.

### Levensloop
Edouard Peers de Nieuwburgh werd zoals zijn vader burgemeester van Waardamme.
Het door zijn vader gebouwde Kasteel De Breidels in Oostkamp ging tijdens de Eerste Wereldoorlog in de vlammen op. Zijn zoon Albert bouwde een nieuw kasteel in Lodewijk XV-stijl.